# Kąt biegu

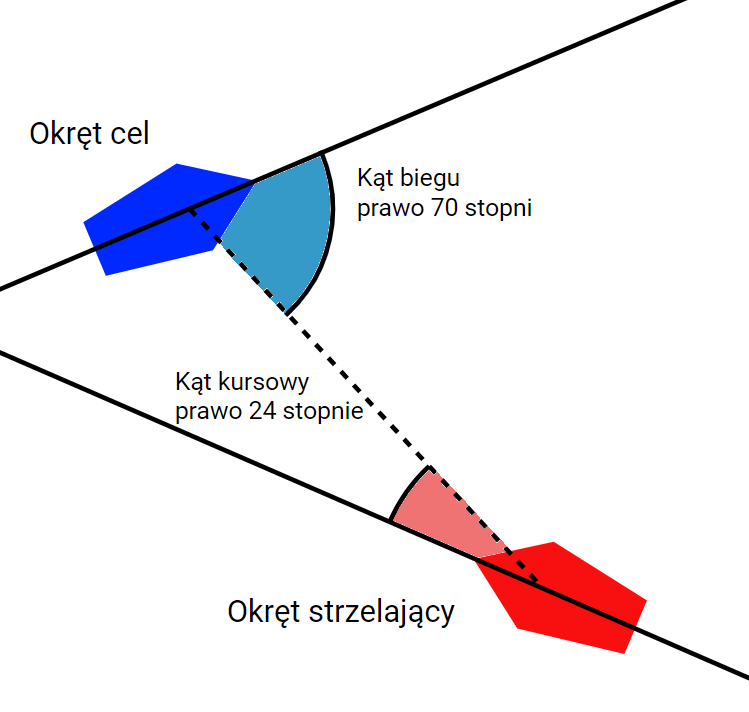
Diagram przedstawiający kąt kursowy i kąt biegu

Kąt biegu – kąt pomiędzy kursem celu (linią symetrii celu) a linią namiaru na cel (linią łączącą okręt strzelający i cel). W marynarce wojennej liczony od 0 do 180 stopni w prawo (kąt biegu prawej burty) i w lewo (kąt biegu lewej burty) zaczynając od dziobu okrętu-celu. Kąt biegu określa położenie celu względem okrętu prowadzącego doń ogień.